# Erich Brauer (Schauspieler)
Erich Brauer (* 12. September 1914 in Leipzig; † 26. Oktober 1989 in Berlin) war ein deutscher Schauspieler und Theaterintendant.

## Leben
Brauer debütierte nach seiner Schauspielausbildung 1935 an einer Bühne in Weimar, gefolgt von einer Station an den Kammerspielen Passau. Anschließend wirkte er bis 1954 in Halle (Saale) und von 1957 bis 1987 als Darsteller an der Berliner Volksbühne, unterbrochen von einer kurzen Intendantentätigkeit in Altenburg.
Parallel zu seiner Arbeit für das Theater seit Mitte der 1950er Jahre leistete er auch umfassende Film- und Fernseharbeit für die DEFA und das Fernsehen der DDR.

## Filmografie (Auswahl)
- 1949: Unser täglich Brot
- 1954: Ernst Thälmann – Sohn seiner Klasse
- 1955: Ernst Thälmann – Führer seiner Klasse
- 1955: Einmal ist keinmal
- 1956: Stacheltier: Das So’n Theater
- 1956: Eine Berliner Romanze
- 1956: Thomas Müntzer – Ein Film deutscher Geschichte
- 1958: Jahrgang 21
- 1958: Betrogen bis zum jüngsten Tag
- 1958: Abgeordneter Willy Jung (Fernsehfilm)
- 1959: Die Premiere fällt aus
- 1959: SAS 181 antwortet nicht
- 1959: Fernsehpitaval: Der Fall Jakubowski (Fernsehreihe)
- 1960: Alwin der Letzte
- 1960: Der Moorhund
- 1960: Flucht aus der Hölle (TV)
- 1960: Leute mit Flügeln
- 1961: Der Fremde
- 1962: Fernsehpitaval: Auf der Flucht erschossen
- 1962: Das grüne Ungeheuer (TV)
- 1962: Königskinder
- 1964: Egon und das achte Weltwunder (TV)
- 1965: Entlassen auf Bewährung
- 1966: Die Synagoge brennt (Fernsehfilm)
- 1966: Blaulicht – Folge 26: Maskenball
- 1967: Die gefrorenen Blitze
- 1968: Der Staatsanwalt hat das Wort: Automarder (TV-Reihe)
- 1968: Der Mord, der nie verjährt
- 1968: Der Staatsanwalt hat das Wort: Störende Geräusche (TV-Reihe)
- 1968: Der Streit um den Sergeanten Grischa (Fernsehfilm)
- 1968: Heißer Sommer
- 1968: Wege übers Land (Fernsehserie)
- 1969: Der Staatsanwalt hat das Wort: Ich brauch’ kein Kindermädchen (TV-Reihe)
- 1970: Der Staatsanwalt hat das Wort: Strafversetzt (TV-Reihe)
- 1970: Jeder stirbt für sich allein (Fernsehfilm, 3 Teile)
- 1970: He, Du!
- 1970: Effi Briest (Fernsehfilm)
- 1971: KLK an PTX – Die Rote Kapelle
- 1971: Der Arzt wider Willen (Theateraufzeichnung)
- 1971: Dornröschen
- 1971: Verspielte Heimat
- 1972: Die Bilder des Zeugen Schattmann (TV-Vierteiler)
- 1973: Tage des Verrats
- 1973: Polizeiruf 110: Gesichter im Zwielicht (Fernsehreihe)
- 1975: Suse, liebe Suse
- 1975: Die Wildente (Theateraufzeichnung)
- 1976: Polizeiruf 110: Vorurteil? (Fernsehreihe)
- 1977: Tambari
- 1978: Brandstellen
- 1980: Archiv des Todes (Fernsehserie)
- 1982: Die Gerechten von Kummerow
- 1982: Stella (Fernsehfilm)
- 1982: Melanie van der Straaten (Fernsehfilm)
- 1983: Berliner Firmament (Fernsehfilm)

## Theater
- 1958: Helmut Baierl: Die Feststellung (LPG-Vorsitzender) – Regie: Hagen Mueller-Stahl (Volksbühne Berlin – Theater im III. Stock)
- 1959: Hedda Zinner: Was wäre wenn … (Kraftfahrer) – Regie: Otto Tausig (Volksbühne Berlin)
- 1960: Ludwig Thoma: Moral – Regie: Ernst Kahler (Volksbühne Berlin)
- 1960: Carl Sternheim: Der Kandidat (Seidenschnur) – Regie: Fritz Wisten (Volksbühne Berlin)
- 1961: Friedrich Wolf: Beaumarchais oder Die Geburt des Figaro (Bastillestürmer) – Regie: Rudi Kurz (Volksbühne Berlin)
- 1961: Robert Adolf Stemmle/Erich Engel: Affäre Blum (Bremer) – Regie: Hagen Mueller-Stahl (Volksbühne Berlin)
- 1963: Michael Mansfeld: Einer von uns (Vater) – Regie: Ottofritz Gaillard/Hans-Dieter Meves (Volksbühne Berlin – Theater im III. Stock)
- 1964: Manfred Bieler: Nachtwache – Regie: Hans-Joachim Martens (Volksbühne Berlin – Theater im III. Stock)
- 1967: Helmut Baierl: Mysterium Buffo – Variante für Deutschland (Unreiner) – Regie: Wolfgang Pintzka (Volksbühne Berlin)
- 1968: Armand Gatti: V wie Vietnam – Regie: Hans-Joachim Martens / Wolfgang Pintzka (Volksbühne Berlin)
- 1969: William Shakespeare: Troilus und Cressida (Agamemnon) – Regie: Hannes Fischer (Volksbühne Berlin)
- 1977: Alexander W. Suchowo-Kobylin: Die Akte – Regie: Berndt Renne (Volksbühne Berlin)

## Hörspiele
- 1957: A. G. Petermann: Die Hunde bellen nicht mehr – Regie: Theodor Popp (Kriminalhörspiel – Rundfunk der DDR)
- 1960: Anna und Friedrich Schlotterbeck: An der Fernverkehrsstraße 106 (Soldat) – Regie: Theodor Popp (Rundfunk der DDR)
- 1967: Siegfried Pfaff: Regina B. – Ein Tag in ihrem Leben – Regie: Fritz-Ernst Fechner (Hörspiel – Rundfunk der DDR)
- 1969: Karl-Heinrich Bonn/Maria Bonn: Die Reise nach K. – Regie: Wolfgang Brunecker (Hörspiel – Rundfunk der DDR)
- 1969: Hans Siebe: Der Mitternachtslift (Buschmann) – Regie: Fritz Göhler (Kriminalhörspiel – Rundfunk der DDR)
- 1969: Fritz Selbmann: Ein weiter Weg – Regie: Fritz-Ernst Fechner (Hörspiel (8 Teile) – Rundfunk der DDR)
- 1970: Werner Gawande: Die Kündigung (Werkdirektor) – Regie: Joachim Staritz (Hörspiel – Rundfunk der DDR)
- 1973: Hans Siebe: In Sachen Rogge (Hofer) – Regie: Fritz-Ernst Fechner (Hörspielreihe: Tatbestand Nr. 2 – Rundfunk der DDR)
- 1974: Wolf D. Brennecke: Abriss eines Hauses – Regie: Fritz-Ernst Fechner (Hörspiel – Rundfunk der DDR)
- 1974: Hans Siebe: Die roten Schuhe (Wachtmeister) – Regie: Barbara Plensat (Kriminalhörspiel – Rundfunk der DDR)
- 1975: Erik Knudsen: Not kennt kein Gebot oder der Wille Opfer zu bringen (Lars) – Regie: Peter Groeger (Hörspiel – Rundfunk der DDR)
- 1980: Joachim Walther: Bewerbung bei Hofe (Kanzlist) – Regie: Fritz Göhler (Hörspiel – Rundfunk der DDR)
- 1987: Maraike Böhm: Holzkrawatte – Regie: Karlheinz Liefers (Kinderhörspiel – Rundfunk der DDR)